# Mùa xuân ở lại
Mùa xuân ở lại là một bộ phim truyền hình được thực hiện bởi Trung tâm Phim truyền hình Việt Nam, Đài Truyền hình Việt Nam do Nguyễn Danh Dũng làm đạo diễn. Phim phát sóng vào lúc 21h40 bắt đầu từ ngày 25 tháng 1 năm 2020 và kết thúc vào ngày 28 tháng 1 năm 2020 trên kênh VTV1.

## Nội dung
Mùa xuân ở lại xoay quanh Hòa (Lương Thu Trang), một cô gái mới tốt nghiệp sư phạm quyết định lên miền núi dạy học để ba năm sau trở về quê có công việc ổn định hơn và kết hôn với người mình yêu. Nhưng khi gắn bó với vùng đất biên giới và những học trò, cô lại dần thấy khó đưa ra quyết định của mình, khi một bên là quê nhà, người yêu ngóng đợi; một bên là học trò vượt mọi khó khăn để học chữ.

## Diễn viên
- Lương Thu Trang trong vai Hòa[4]
- Huỳnh Anh trong vai Nghĩa[5]
- Tô Dũng trong vai Ngọc[6]
- Khuất Quỳnh Hoa trong vai Loan[6]
- Bảo Anh trong vai Phâu[6]
- Lan Hương trong vai Mẹ Hòa
- Thanh Dương trong vai Thầy Giảng
- Thanh Hoa trong vai Duyên
- Phạm Ngọc Anh trong vai Trang
- Trương Mạnh Đạt trong vai Sùng A Mừng
- Hoàng Lan trong vai Mua
- Nguyễn Chí Bảo trong vai Hảng
- Bùi Vũ Phong trong vai Khzếnh
- Nguyễn Thuỳ Trang trong vai Vân

Cùng một số diễn viên khác....